# Públio Cornélio Cipião Asiático
Públio Cornélio Cipião Asiático (em latim: Publius Cornelius Scipio Asiaticus) foi um senador romano da gente Cornélia nomeado cônsul sufecto para o nundínio de setembro a dezembro de 68 com Caio Belício Natal. Era filho de Públio Cornélio Lêntulo Cipião, cônsul sufecto em 24, e meio-irmão de Públio Cornélio Cipião (cônsul em 56), cônsul em 56.
Recebeu seu agnome "Asiático" não por suas realizações, mas como uma lembrança da história de sua família. Possivelmente por ter nascido durante o proconsulado de seu pai na Ásia.